# Phyllachora contigua
Phyllachora contigua är en svampart som beskrevs av Syd. 1939. Phyllachora contigua ingår i släktet Phyllachora och familjen Phyllachoraceae.   Inga underarter finns listade i Catalogue of Life.